# Abbazia di Wettingen
L'abbazia di Wettingen (in latino, Abbatia B.M.V. Maris Stella Wettingensis) era un complesso monastico cistercense situato nella città svizzera di Wettingen. Fondata nel 1227 e consacrata nel 1256, venne soppressa nel corso del processo di secolarizzazione attuato nel canton Argovia nel 1841. La comunità monastica venne ricostituita nel 1854 presso l'abbazia di Mehrerau, che venne rinominata in abbazia di Wettingen-Mehrerau.
L'abbazia è inserita nell'inventario dei beni culturali svizzeri d'importanza nazionale e regionale. Dal 1976 ospita la locale scuola cantonale.

## Storia

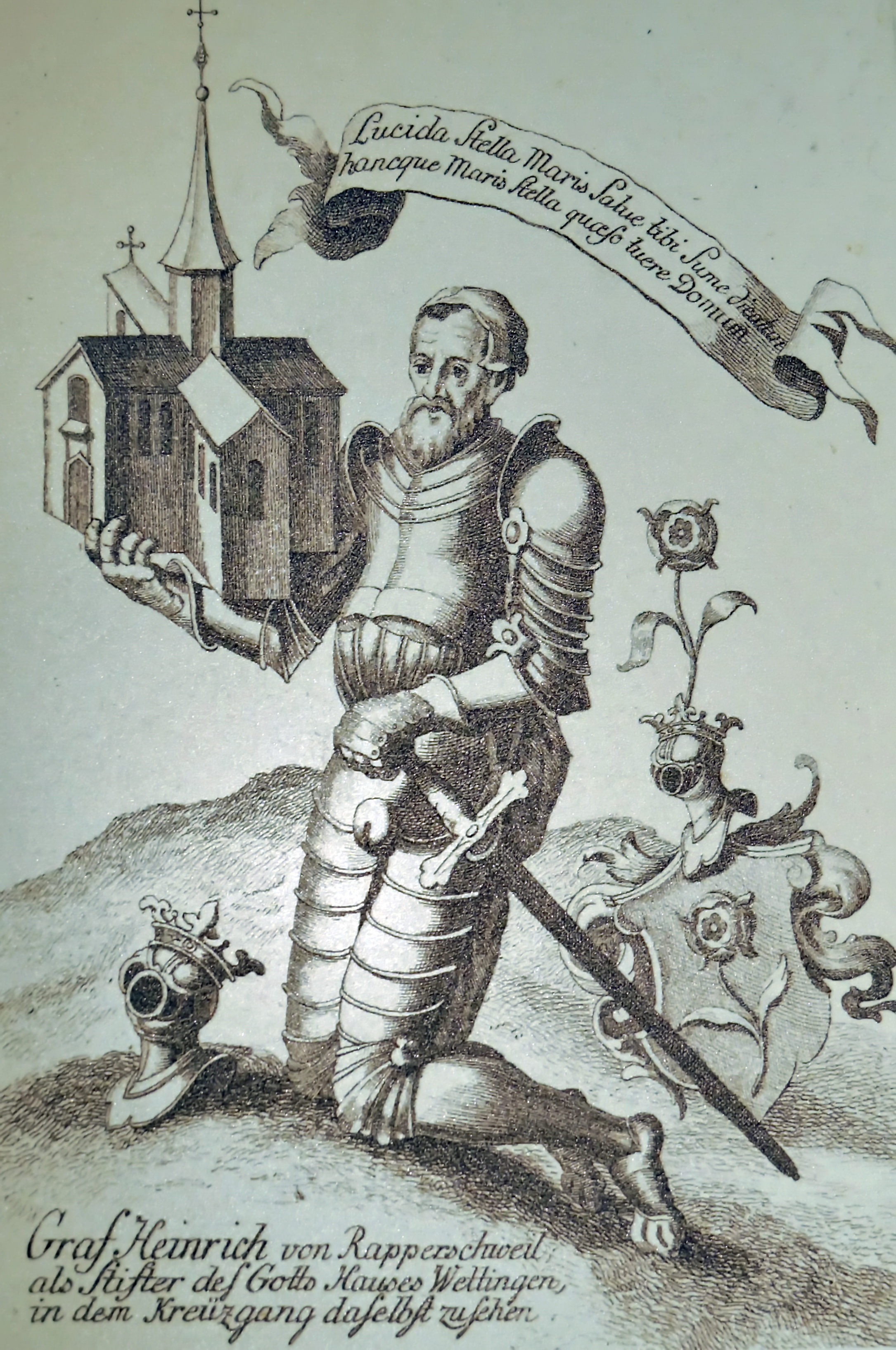
Il conte Heinrich II di Rapperswil, fondatore dell'abbazia.

L'abbazia venne fondata nel 1227 in una penisola lungo il corso della Limmat a sud del villaggio di Wettingen. Secondo la leggenda, il conte Heinrich II di Rapperswil nel viaggio di ritorno da un pellegrinaggio in Terra santa nel corso della quinta crociata venne colto da una tempesta; invocò in aiuto il nome di Maria, facendo voto di fondare un monastero se si fosse salvato. A tempesta cessata apparve una stella apparse nel cielo e la stessa stella apparse nella valle della Limmat, indicando il luogo dove fondare il monastero. Da questa leggenda derivano sia il nome dell'abbazia (Stella Maris) sia il motto (Non mergor).

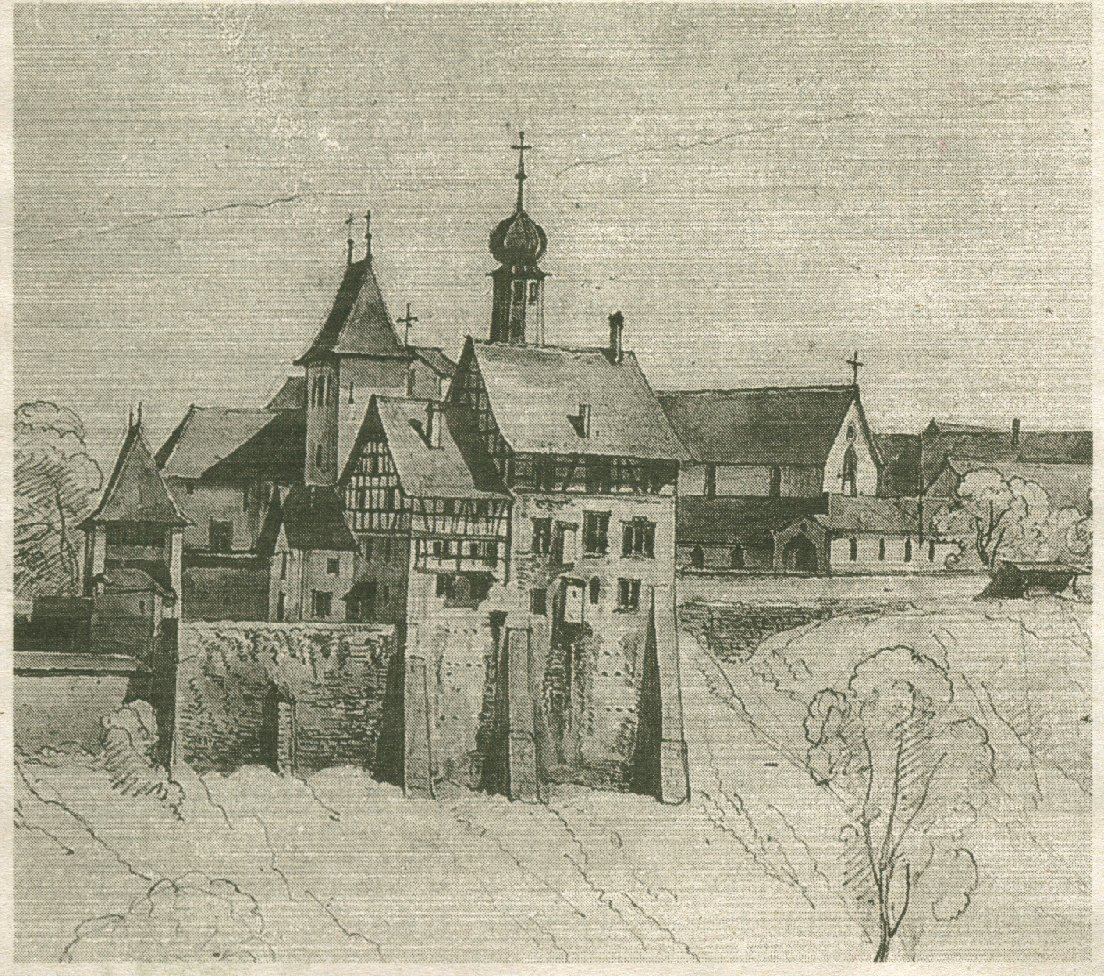
Vista del monastero nel 1832.

La proprietà dei terreni venne ceduta all'abbazia di Salem, un complesso monastico cistercense situato a nord del lago di Costanza. Da qui nel 1227 vennero inviati 12 monaci, che iniziarono i lavori di costruzione del monastero. Nel 1256 venne completata e consacrata la prima chiesa. Nel corso del XIII secolo vennero costruiti altri edifici e il monastero venne ampliato. Il monastero aveva la gestione di alcune fattorie attorno a Wettingen ed era proprietario di terreni a Höngg, così ebbe modo di fiorire economicamente, oltre che religiosamente. Inoltre, l'abate del monastero aveva l'autorità di applicare la giustizia su reati minori e azioni legali sulle proprietà nell'area della valle della Limmat.

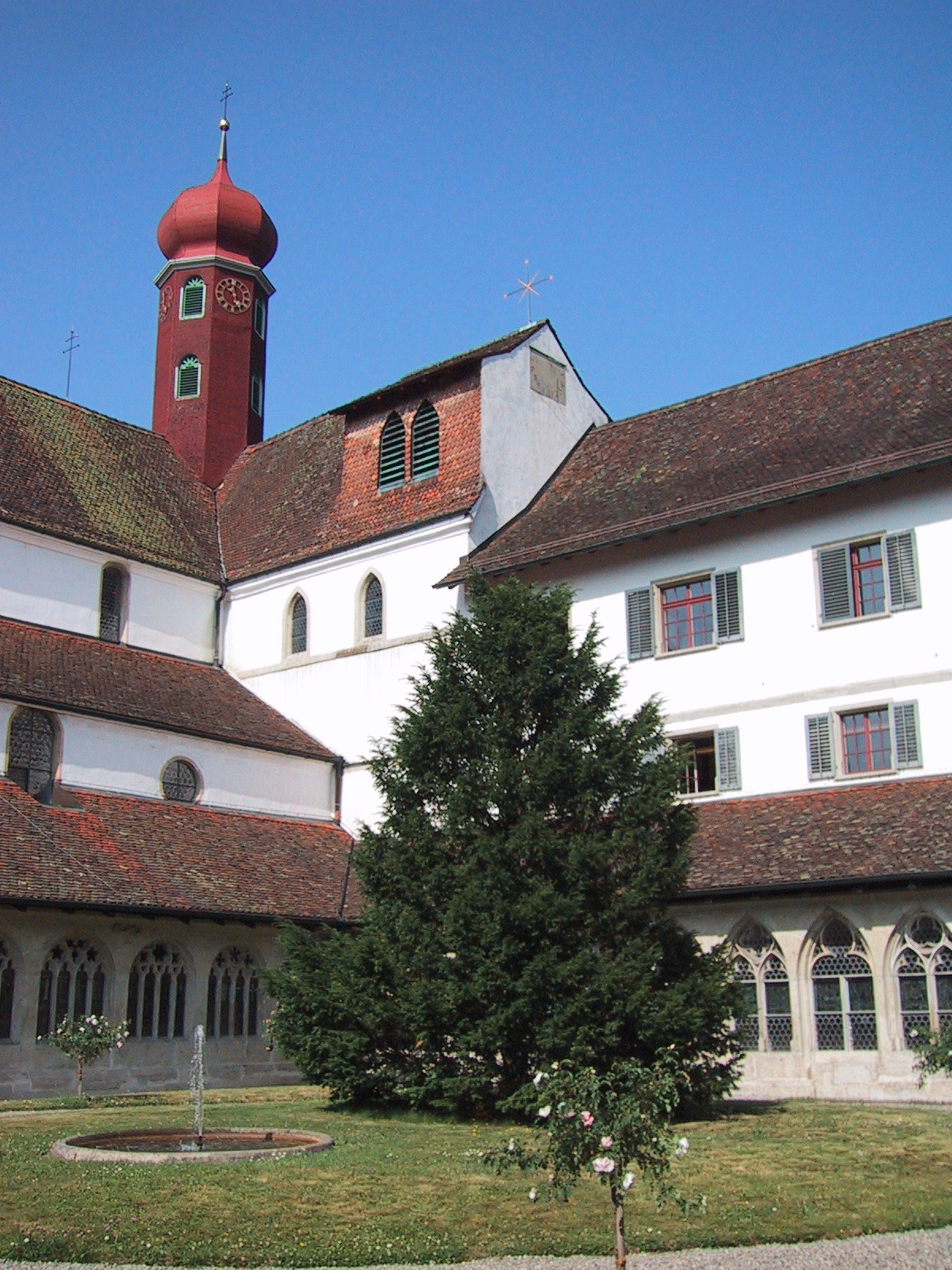
Giardino interno del monastero.

Nel 1415 il monastero passò sotto la gestione della Confederazione svizzera, a seguito dell'estinzione della famiglia dei Rapperswiler e del passaggio dell'Argovia dagli Asburgo ai confederati svizzeri. Nel 1507 un incendio devastò quasi completamente il monastero, che venne ricostruito e riconsacrato dieci anni dopo, nel 1517, grazie al supporto del governo federale. Negli anni successivi molti dei monaci si convertirono alla riforma protestante, ma dopo la seconda guerra di Kappel venne ristabilito il cattolicesimo nel monastero. Il monastero conobbe una nuova fioritura negli anni dal 1594 al 1633 quando Peter Schmid II era l'abate: gli edifici vennero restaurati e ampliati, rinnovando completamente la struttura. Il coro venne arricchito e vari altri cambiamenti portarono il monastero ad assumere un notevole valore storico e culturale.
Il monastero affrontò non senza difficoltà gli anni delle guerre napoleoniche agli inizi del XIX secolo, passando sotto l'amministrazione del neonato canton Argovia nel 1803. In quegli anni la gestione e l'esistenza stessa dei monasteri in Argovia erano oggetto di ampie discussioni, che si protrassero negli anni con un sempre più stretto controllo statale sui monasteri. Queste controversie portarono nel 1841 alla decisione presa dall'amministrazione cantonale di sopprimere tutti i monasteri, ritenuti simboli del cattolicesimo in un cantone nel quale i protestanti stavano prendendo piede negli organi politici. Tutti i monaci presenti nel monastero di Wettingen furono costretti a lasciare la struttura, mentre la proprietà del complesso passò al cantone. I monaci cistercensi di Wettingen si trasferirono nell'abbazia di Mehrerau, situata vicino alla città austriaca di Bregenz. Tra questi vi era anche Alberik Zwyssig, un compositore, autore del Salmo Svizzero, inno nazionale della Confederazione elvetica. A Mehrerau i monaci ripopolarono un monastero sciolto nel 1806, ottenendo nel 1854 la formale approvazione della ricostituzione del complesso monastico cistercense, che venne ribattezzata abbazia territoriale di Wettingen-Mehrerau.
Gli edifici del monastero di Wettingen vennero trasformati in una scuola cantonale per la formazione degli insegnanti. Nel 1976, infine, i locali del precedente monastero vennero destinati a ospitare la scuola cantonale di Wettingen.